# Occidental Petroleum Corporation
Occidental Petroleum Corporation ("OXY") NYSE: OXY es una multinacional dedicada a la búsqueda y explotación de petróleo, su sede está en Westwood distrito de Los Ángeles.
También ha tenido intereses en otras formas de energía como el carbón, y la producción de otros minerales por ejemplo fosfatos.
Por muchos años Occidental Petroleum Corporation fue dirigido por Armand Hammer, destacó en su relación amistosa a largo plazo con la Unión Soviética, que hizo a la compañía polémica en algunos momento durante la guerra fría.

## Operaciones

### Petróleo y gas
Las operaciones de petróleo y gas de la compañía se concentran en tres áreas geográficas: Estados Unidos, Medio Oriente y Colombia. Al 31 de diciembre de 2020, Occidental tenía 2,911  mil millones de barriles de petróleo equivalente (1,781 × 10 10  GJ) de reservas probadas netas equivalentes de petróleo, de las cuales el 51% era petróleo, el 19% eran líquidos de gas natural y el 30% era gas natural. En 2020, la empresa tuvo una producción de 1.350 mil barriles de petróleo equivalente (8.300.000 GJ) por día. 

#### Estados Unidos
En 2020, las operaciones de la compañía en Estados Unidos produjeron 1.037 mil barriles de petróleo equivalente (6.340.000 GJ) por día, lo que representa el 77% de la producción mundial de la compañía, incluidos 575 mil barriles de petróleo equivalente (3.520.000 GJ) por día en la Cuenca Pérmica, donde Occidental es el mayor operador y productor de petróleo. La compañía produjo 435 mil barriles de petróleo equivalente (2.660.000 GJ) por día a partir de perforación direccional de petróleo no convencional a través de Permian Resources y 140 mil barriles de petróleo equivalente (860.000 GJ) por día utilizando una técnica llamada recuperación mejorada de petróleo, mediante la cual dióxido de carbono y se inyecta agua en formaciones subterráneas para extraer petróleo y gas. La empresa también produjo 293 mil barriles de petróleo equivalente (1.790.000 GJ) por día en la Cuenca de Denver.

#### Oriente Medio
Las operaciones de petróleo y gas de la compañía en Medio Oriente se encuentran en Omán, Catar y los Emiratos Árabes Unidos y se realizan a través de acuerdos de producción compartida. La región produjo 251 mil barriles de petróleo equivalente (1.540.000 GJ) por día, lo que representa aproximadamente el 19% de la producción total de 2020. La región también poseía el 28% de las reservas probadas de la empresa en 2020.
La empresa es el mayor productor independiente de petróleo de Omán. En Catar, la empresa es el segundo mayor productor de petróleo en alta mar y es propietario parcial del proyecto Dolphin Gas, que suministra gas a Omán y los Emiratos Árabes Unidos.

#### Colombia
En Colombia, que representó 32 mil barriles de petróleo equivalente (200.000 GJ) por día de producción, o el 2% de la producción total en 2020, la empresa opera el campo petrolífero Caño Limón.

### Químico
OxyChem, una subsidiaria de propiedad absoluta, fabrica resinas de cloruro de polivinilo (PVC), cloro e hidróxido de sodio (sosa cáustica) que se utilizan en plásticos, productos farmacéuticos y productos químicos para el tratamiento del agua. Otros productos fabricados por la empresa incluyen potasa cáustica, compuestos orgánicos clorados, silicatos de sodio, ácido cianúrico clorado (isocianurato) y cloruro de calcio. OxyChem tiene instalaciones de fabricación en Estados Unidos, Canadá y Chile. En una empresa conjunta con Church & Dwight, OxyChem es propietaria de Armand Products Company, que vende carbonato de potasio y bicarbonato de potasio.

## Controversias

### Implicación en Love Canal
En 1942, Hooker Chemical and Plastics Corporation, realizó vertidos químicos en la región de Love Canal, aunque otras compañías y los militares de los EE. UU. la habían utilizado como vertedero químico desde 1920.
Más tarde en 1950, fueron convencidos por el consejo escolar local bajo la amenaza de expropiarlos para vender el terreno con la intención de utilizar un área sin usar del vertedero en la construcción de una escuela. Hooker Chemical vendió el terreno al consejo escolar por 1 dólar y dio una advertencia que el sitio contenía "algunas plantas contaminadas" pero no proporcionó los detalles sobre los productos químicos tóxicos enterrados en el sitio, ni la cantidad que enterró. Una escuela fue construida en el lugar y un distrito residencial de clase media fue alojado más adelante en la tierra adyacente al colegio. A finales de la década del 70 aumentaron los índices de complicaciones sanitarias en la región de Love Canal, incluyendo altos índices de cáncer y malformaciones de nacimiento. En 1980 después de alcanzar calado nacional, el entonces presidente Jimmy Carter declaró emergencia federal en el área. Los residentes fueron recolocados y Hooker Chemical desembolsó más de 200 millones de dólares para descontaminar la zona.

### El desastre de Piper Alpha
El 6 de julio de 1988 una serie de explosiones destruyeron completamente la plataforma petrolera. Las explosiones y los incendios mataron a 167 hombres; 61 lograron sobrevivir. Entre las víctimas mortales se incluyen 2 miembros de la tripulación del buque de rescate Sandhaven. Los cuerpos de treinta hombres no fueron encontrados. Se considera el mayor desastre del mundo en la industria de extracción de petróleo tanto en el número de muertos como en su coste económico y de confianza empresarial en la propia industria petrolera. Al momento del desastre, la plataforma producía el diez por ciento de la producción de petróleo y gas del mar del Norte.

### Adquisición de Anadarko
En 2019, Occidental Petroleum adquirió Anadarko Petroleum, heredando un importante legado de infracciones ambientales, incluido el mayor acuerdo por contaminación ambiental en la historia de Estados Unidos, participación en el desastre de Deepwater Horizon BP y multas en virtud de la Ley de Agua Limpia. 
El acuerdo se cerró cuando el inversor y director ejecutivo de Berkshire Hathaway, Warren Buffett, prometió 10.000 millones de dólares para financiar el acuerdo a cambio de 100.000 acciones preferentes perpetuas acumulativas con un valor de 100.000 dólares por acción. Buffett y Berkshire también recibieron una orden para comprar hasta 80 millones de acciones más a un precio de ejercicio de 62,50 dólares por acción. 

### Maynas Carijano: Perú contra Occidental Petroleum
El 10 de mayo de 2007, un grupo de 25 peruanos achuares, un grupo de pueblos indígenas, presentó una demanda contra la empresa, exigiendo remediación ambiental y reparaciones por la degradación ambiental presuntamente causada por la empresa entre 1971 y 2000, cuando perforó en el Bloque 1-AB en Perú. Los demandantes afirmaron que la compañía violó las normas técnicas y la ley ambiental cuando vertió un total de 9 mil millones de barriles (1.4×10^9 m3) de subproductos tóxicos del petróleo, como cadmio, plomo y arsénico, en cuencas de drenaje utilizadas por el pueblo Achuar para pescar, beber y bañarse. Se alegó que este daño ambiental había causado muertes prematuras y defectos de nacimiento. Un estudio de 2006 realizado por el Ministerio de Salud de Perú, encontró que todas menos 2 de las 199 personas analizadas tenían niveles de cadmio en la sangre por encima de los niveles seguros. Los Achuar estuvieron representados por EarthRights International y el bufete de abogados Schonbrun DeSimone Seplow Harris & Hoffman LLP.
El 3 de marzo de 2010, EarthRights International argumentó ante el Tribunal de Apelaciones de los Estados Unidos para el Noveno Circuito que el caso debería litigarse en Los Ángeles, donde la compañía tenía su sede. El tribunal estuvo de acuerdo con un juicio en los Estados Unidos, revocando la decisión de los tribunales inferiores, y, en 2013, la Corte Suprema de los Estados Unidos se negó a escuchar la apelación de la compañía. En marzo de 2015, la compañía llegó a un acuerdo por un monto no revelado, con los fondos para ser utilizados en proyectos de salud, educación y nutrición en cinco comunidades Achuar en la cuenca del río Corrientes.